# Hesperozygis kleinii
Hesperozygis kleinii là một loài thực vật có hoa trong họ Hoa môi. Loài này được Epling & Játiva mô tả khoa học đầu tiên năm 1963.